# Razzik ibn Tala’i
Razzīk ibn Talā’i’ ou al-’Adil Ruzzīk est un vizir de l’Égypte fatimide de 1161 à 1163. 

## Biographie
Il succède à son père Talâ’i ibn Razzîk (en), tué en septembre 1161 sur l'ordre d'une tante du calife Al-Adid.
Il réduisit les impôts et tenta des réformes pour sauvegarder le califat, mais il est renversé et tué en janvier 1163 par deux officiers égyptiens, Shawar et Dirgham.